# Tự gây độc
Tự gây độc là một hiện tượng sinh học trong đó một loài ức chế sự phát triển hoặc sinh sản của các thành viên khác của các cá thể cùng loài của mình thông qua việc sản xuất các hóa chất thải vào môi trường. Giống như cảm nhiễm qua lại, nó là một loại cạnh tranh can thiệp nhưng nó khác về mặt kỹ thuật: tự gây độc và góp phần vào cạnh tranh cùng loài, trong khi các hiệu ứng cảm nhiễm qua lại đề cập đến cạnh tranh khác loài. Hơn nữa, các hiệu ứng tự gây độc luôn là ức chế, trong khi các hiệu ứng cảm nhiễm qua lại không nhất thiết là ức chế, chúng có thể kích thích các sinh vật khác.
Cơ chế này sẽ dẫn đến giảm cạnh tranh khai thác giữa các thành viên cùng loài và có thể góp phần làm loãng tự nhiên trong các cộng đồng đã được thành lập. Ức chế sự tăng trưởng của cây non sẽ làm tăng khả năng cung cấp chất dinh dưỡng cho cây già, đã thành lập.
Trong trồng trọt, tự gây độc có thể gây khó khăn hoặc không thể gieo trồng cùng một loài sau khi thu hoạch một vụ mùa. Ví dụ, điều này được biết đến ở cỏ linh lăng  và sa mu (Cunninghamia lanceolata). Các loài khác có biểu hiện tự gây độc bao gồm Juncus effusus, và cỏ Lolium rigidum.

## Ở cỏ linh lăng
Tự gây độc ở cỏ linh lăng được tạo ra từ lần gieo hạt đầu tiên của cây. Cây phát ra một hóa chất hoặc các hóa chất vào đất làm giảm hiệu quả của các lần gieo hạt cỏ linh lăng tiếp theo. Các nghiên cứu cho thấy hóa chất có thể chiết xuất từ cỏ linh lăng tươi, hòa tan trong nước, làm giảm sự nảy mầm và ngăn ngừa sự phát triển của rễ. Một số người tin rằng một hóa chất gọi là medicarpin chịu trách nhiệm cho việc tự gây độc. Rễ của cây bị ảnh hưởng có thể bị sưng, cong, đổi màu và thiếu lông gốc. Thiếu lông rễ làm giảm khả năng thu thập chất dinh dưỡng và hấp thụ nước của cây. Luân canh cây trồng được sử dụng để chống lại tự gây độc ở cỏ linh lăng.